# Penobscot River
Penobscot River er en 563 km lang flod i staten Maine i det nordøstlige USA. Floden er den næstlængste i Maine, og den længste, der ikke går gennem andre stater end Maine. Floden afvander et område på ca. 22.300 km². Floden har navn efter Penobscotfolket af oprindelige amerikanere. En lille rest af dette folk bor stadig i Penobscot Indian Island Reservation i Penobscot County i det centrale Maine. 

## Historie
I 1524 udforskede portugiseren Estaban Gomez floden. Han er den første europæer, der vides at have været i området. I 1605 udforskede franskmanden Samuel de Champlain området. Nogle få år senere slog franske missionærer sig ned hos penobscotstammen, og konverterede disse til den katolske tro. Den franske bebyggelse nær den nuværende by Castine og den nærliggende penobscot boplads Indian Old Town var formodentlig de eneste faste bebyggelser ved floden i mere end hundrede år. 
Omkring 1670 blev penobscotfolket angrebet gentagne gange af mohawkindianere fra vest, og også engelske nybyggere i Massachusetts angreb området – især de franske indbyggere, men området forblev under fransk kontrol helt frem til 1750. Ved en traktat fra 1752 gjorde Massachusetts imidlertid krav på hele Penobscot Rivers afvandingsområde, en engelsk ekspediton anført af Massachusetts guvernør, anlagde et fort ved den nuværende by Stockton Springs. Hermed blev Penobscotdalen en del af New England. 
Under såvel den amerikanske uafhængighedskrig som krigen mellem USA og England i 1812 var floden og Penobscot Bay skueplads for slag, som i begge tilfælde blev vundet af den britiske flåde. I 1814 plyndrede englænderne byen Bangor. For at forhindre en tredje episode byggede amerikanerne i 1844 Fort Knox nær flodens udløb i bugten. Fortet kom dog aldrig i kamp. 
I det 19. århundrede blev floden især anvendt til flådning af tømmer fra skovene i nord til savmøllerne omkring Bangor. Herfra blev tømmeret sendt med skib videre ned ad floden. I det 20. århundrede er det papirmøllerne, der har domineret. Der har ligget papirmøller langs det meste af floden blandt andet fra Millinocket i nord til Bucksport i syd. Også anden let industri har udnyttet vandkraften fra floden. I de seneste år har papirindustrien været i kraftig tilbagegang. Flere af papirmøllerne er blevet lukket, og floden benyttes i dag i vid udstrækning til rekreative formål, blandt andre White Water Rafting.

## Forløb
Floden udspringer i adskillige mindre søer i det centrale Maine hvor fire mindre floder løber sammen og danner Penobscot River. De to største er West Branch of Penobscot River, der udspringer fra nogle søer nordvest for Millinocket, og East Branch of Penobscot River, der udspringer i søen Grand Lake Matagamon nord for Baxter State Park. Midt mellem disse to bifloder ligger Katahdin, det højeste bjerg i Maine på 1.606 meter. De to andre forgrenninger af floden er henholdsvis North Branch og South Branch. Ved byen Medway mødes floderne og fortsætter mod syd forbi byen Bangor. Efter Bangor kan Penobscot River besejles. Floden løber ud i Atlanterhavet ved Penobscot Bay.

## Vandgennemstrømning
Langs floden findes tre målestationer, der måler gennemstrømningen i floden. Den første af disse findes i Grindstone ved flodens East Branch. Den næste findes i West Enfield og den sidste ligger i Eddington. Ved den første målestation er der målt gennemstrømninger mellem 2,4 og 1.143 m3 pr. sekund. Ved den mellemste målestation er der målt gennemstrømninger mellem 50 og 4.700 m3 pr sekund.

## Vandkvalitet
Floden er kraftigt forurenet af de nærliggende papirfabrikker, hvilket har været medvirkende til at penobscotfolket har måttet ændre levevis. De kan ikke længere leve af fisk fra floden, eller drikke vandet fra denne, på grund af det meget høje dioxinindhold. På trods af forholdsregler omkring brugen af flodens vand, er kræfthyppigheden i Indian Island reservatet dobbelt så høj som i resten af staten. Der er dog igangsat forskellige foranstaltninger, for at rense vandet i floden så flere fiskearter kan leve her. Blandt andet vil to af de gamle dæmninger på floden blive fjernet. Ved de øvre dele af floden (oven for fabrikkerne) er det dog muligt at fiske, og her foregår en del lystfiskeri efter indlandslaks (West Branch) og aborre (East Branch) .